# Sportåret 1866

## Händelser

### Baseboll
- Brooklyn Atlantics vinner National Association of Base Ball Players.[1]

### Boxning
- 6 augusti — Jem Mace besegrar Joe Goss i 21:a omgången och gör anspråk på den vakanta engelska mästerkskapstiteln.[2]
- 19 september — Mike McCoole besegrar Bill Davis i 34:e omgången vid Rhodes Point utanför Saint Louis i Missouri, USA och lägger grunden för hans anspråk på den amerikanska mästerskapstiteln.[3]  The third claimant Jimmy Elliott does not fight anyone this year.[4] Den tredje som gör anspråk, Jimmy Elliott, går inte upp i någon match under året.[4]

### Cricket
- 21 maj - 15-årige G F Grace debuterar i förstklassig cricket.[5]
- Okänt datum - Middlesex CCC vinner County Championship [6].

### Friidrott
- Okänt datum - Amateur Athletic Club blir styrande organisation över friidrott i Storbritannien, och anordnar brittiska mästerskap.

### Rodd
- 19 mars - Oxfords universitet vinner universitetsrodden mot Universitetet i Cambridge.

## Födda
- 8 juli – Nils Adlercreutz, svensk ryttare, olympisk guldmedaljör.
- 1 september – James J. Corbett, amerikansk boxare, förste tungviktsvärldsmästaren med Queensberryreglerna.
- 15 augusti – Italo Santelli, italiensk fäktare, olympisk silvermedaljör.

### Fotnoter
1. ↑  ”Charlton's Baseball Chronology - 1866” (på engelska). Charlton's Baseball Chronology. Arkiverad från originalet den 20 september 2015. https://web.archive.org/web/20150920180640/http://www.baseballlibrary.com/chronology/byyear.php?year=1866. Läst 15 augusti 2015.
2. ↑  Cyber Boxing Zone – Jem Mace.  läst 8 november 2009.
3. ↑  Cyber Boxing Zone – Mike McCoole. läst 8 november 2009.
4. 1 2  Cyber Boxing Zone – Jimmy Elliott. läst 8 november 2009.
5. ↑  ”Chronology of Sports”. Arkiverad från originalet den 22 juli 2011. https://web.archive.org/web/20110722012455/http://worldtimeline.info/sports/. Läst 18 juli 2011.
6. ↑  En inofficiell titel fram till december 1889 då första officiella County Championship spelades.